# Åndern
Åndern är en sjö i Skinnskattebergs kommun i Västmanland och ingår i Norrströms huvudavrinningsområde. Sjön har en area på 0,601 kvadratkilometer och ligger 76 meter över havet. Sjön avvattnas av vattendraget Hedströmmen.

## Delavrinningsområde
Åndern ingår i det delavrinningsområde (661995-149589) som SMHI kallar för Utloppet av Åndern. Medelhöjden är 96 meter över havet och ytan är 22,2 kvadratkilometer. Räknas de 38 avrinningsområdena uppströms in blir den ackumulerade arean 582,35 kvadratkilometer. Hedströmmen som avvattnar avrinningsområdet har biflödesordning 3, vilket innebär att vattnet flödar genom totalt 3 vattendrag innan det når havet efter 178 kilometer. Avrinningsområdet består mestadels av skog (66 procent) och sankmarker (12 procent). Avrinningsområdet har 1,18 kvadratkilometer vattenytor vilket ger det en sjöprocent på 5,3 procent. Bebyggelsen i området täcker en yta av 0,4 kvadratkilometer eller 2 procent av avrinningsområdet.